# Sistema Europeu de Bancs Centrals
El Sistema Europeu de Bancs Centrals (SEBC) està compost pel Banc Central Europeu i els bancs centrals nacionals dels Estats membres de la Unió Europea (UE) independentment de si estan integrats en l'Euro o no. El Tractat de la Unió Europea atribuïx al SEBC les funcions de disseny i execució de la política monetària dels països que conformin l'àrea de l'euro. L'objectiu primordial que el Tractat assigna al SEBC és el de mantenir l'estabilitat de preus, sense perjudici de la qual cosa "donarà suport les polítiques econòmiques generals de la Comunitat". En principi es preveia que tots els estats membres de la Unió Europea s'integressin en l'Euro, no obstant això en no ser així, l'entitat encarregada de la política monetària en la zona euro ha passat a ser l'Eurosistema, mentre que el SEBC assumirà aquestes funcions en el moment que tots els estats adoptin l'euro.

## Membres del SEBC
| País                 | Banc central                                                                      | Lloc web                              |
| -------------------- | --------------------------------------------------------------------------------- | ------------------------------------- |
| Membres Eurozona     |                                                                                   |                                       |
| Eurozona             | Banc Central Europeu                                                              |                                       |
| Alemanya             | Banc Federal d'Alemanya (Deutsche Bundesbank)                                     |                                       |
| Àustria              | Banc Nacional d'Àustria (Oesterreichische Nationalbank)                           | Arxivat 2016-03-24 a Wayback Machine. |
| Bèlgica              | Banc Nacional de Bèlgica (Nationale Bank van België/Banque nationale de Belgique) |                                       |
| Eslovàquia           | Banc Nacional d'Eslovàquia (Národná banka Slovenska)                              |                                       |
| Eslovènia            | Banc d'Eslovènia (Banka Slovenije)                                                |                                       |
| Espanya              | Banc d'Espanya (Banco de España)                                                  |                                       |
| Estònia              | Banc d'Estònia (Eesti Pank)                                                       | Arxivat 2009-01-06 a Wayback Machine. |
| Finlàndia            | Banc de Finlàndia (Suomen Pankki/Finlands Bank)                                   |                                       |
| França               | Banc de França (Banque de France)                                                 |                                       |
| Grècia               | Banc de Grècia (Τράπεζα της Ελλάδος)                                              |                                       |
| Irlanda              | Banc Central d'Irlanda (Banc Ceannais na hÉireann)                                |                                       |
| Itàlia               | Banc d'Itàlia (Banca d'Italia)                                                    |                                       |
| Letònia              | Banc de Letònia (Latvijas Banka)                                                  |                                       |
| Lituània             | Banc de Lituània (Lietuvos Bankas)                                                |                                       |
| Luxemburg            | Banc Central de Luxemburg (Banque Centrale du Luxembourg)                         |                                       |
| Malta                | Banc Central de Malta (Central Bank of Malta)                                     | Arxivat 2004-09-19 a Wayback Machine. |
| Països Baixos        | Banc dels Països Baixos (De Nederlandsche Bank)                                   |                                       |
| Portugal             | Banc de Portugal (Banco de Portugal)                                              |                                       |
| Xipre                | Banc Central de Xipre (Kentrike Trapeza tis Kyprou - Οικοσελίδα)                  | Arxivat 2008-08-28 a Wayback Machine. |
| Fora de la zona euro |                                                                                   |                                       |
| Bulgària             | Banc Nacional de Bulgària (Българска народна банка )                              |                                       |
| Croàcia              | Banc Nacional Croat (Hrvatska narodna banka)                                      |                                       |
| Dinamarca            | Banc Nacional de Dinamarca (Danmarks Nationalbank)                                |                                       |
| Hongria              | Banc Central d'Hongria (Magyar Nemzeti Bank)                                      |                                       |
| Polònia              | Banc Nacional de Polònia (Narodowy Bank Polski)                                   |                                       |
| Regne Unit           | Banc d'Anglaterra (Bank of England)                                               |                                       |
| Romania              | Banc Nacional de Romania (Banca Naţională a României)                             |                                       |
| Suècia               | Banc de Suècia (Sveriges Riksbank)                                                |                                       |
| Txèquia              | Banc Nacional Txec (Česká národní banka)                                          |                                       |